# Ofek Elimelech
Ofek Elimelech es un deportista israelí que compite en vela en la clase RS:X. Ganó una medalla de bronce en el Campeonato Europeo de RS:X de 2021.

## Palmarés internacional
| \| Campeonato Europeo \| Campeonato Europeo \| Campeonato Europeo \| Campeonato Europeo \| \| Año \| Lugar \| Medalla \| Clase \| \| ------------------ \| -------------------- \| ------------------ \| ------------------ \| \| 2021 \| Vilamoura (Portugal) \| Medalla de bronce \| RS:X \| |                      |                   |       |
| Campeonato Europeo |                      |                   |       |
| Año | Lugar                | Medalla           | Clase |
| 2021 | Vilamoura (Portugal) | Medalla de bronce | RS:X  |